# Melchisédech Thévenot
Melchisédech Thévenot, oder Melchisédec Thévenot (* um 1620; † 29. Oktober 1692 in Issy) war ein französischer Naturforscher und Schriftsteller. Bekannt ist er als Erfinder der Wasserwaage und Verfasser der ersten französischen Abhandlung über die Kunst des Schwimmens. Daneben betätigte er sich als Kartograph, Orientalist und Diplomat. In seiner Sammlung von Reiseberichten vereinte er alles, was ein gebildeter Europäer des 17. Jahrhunderts über die Welt wissen konnte.

## Leben
Die Herkunft Thévenots ist geheimnisumwittert, und sein Bildungsweg ist unbekannt. Wegen seines hebräischen Vornamens Melchisedech vermutete man eine jüdische Abstammung. Möglicherweise entstammte er aber auch einer Familie von Hugenotten, da sein ursprünglicher Taufname anscheinend Nicolas lautete. Demnach hätte er seinen Zweitnamen zu Ehren eines Großvaters mütterlicherseits erhalten, eines gewissen Melchisédech Garnier († 1637), „avocat“ des Parlement de Paris. Dies könnte, wenigstens zum Teil, auch die Herkunft seines beachtlichen privaten Vermögens erklären. Angeblich beherrschte Thévenot neben Englisch, Griechisch, Lateinisch und Hebräisch auch noch mehrere orientalische Sprachen, unter anderem Arabisch und Türkisch. Deshalb wird er oft mit seinem Neffen, dem Orientreisenden Jean de Thévenot verwechselt. (So zeigt die Abbildung in Gerrit Lindebooms Ausgabe des Briefwechsels zwischen Thevenot und Jan Swammerdam den Neffen, nicht den Onkel. Von Melchisédech selbst ist kein Porträt erhalten.)
Bekannt ist jedoch, dass Thévenot 1647 als französischer Gesandter in Genua wirkte, später in Rom, wo er 1655 am Konklave zur Wahl Papst Alexanders VII. teilnahm. In den 1660er Jahren wurde sein Haus in Issy zum Treffpunkt eines Wissenschaftlerkreises, der 1666 bei der Gründung der Pariser Akademie der Wissenschaften mitwirkte. Er unterhielt eine rege Korrespondenz mit vielen bedeutenden Wissenschaftlern seiner Zeit, wie Christiaan Huygens und Henry Oldenburg. Im Winter 1665 sezierte Niels Stensen in seinem Haus ein menschliches Gehirn vor interessiertem Publikum. 1684 wurde Thévenot zum Leiter der königlichen Bibliothek Ludwigs XIV. in Paris ernannt, ein Jahr später zum Mitglied der Akademie.

## Werk
Thévenots eigene wissenschaftliche Arbeiten sind umfangreich. Er studierte Astronomie, Physik (besonders das Phänomen des Magnetismus), Mathematik und Medizin. Zwischen 1658 und 1661 unternahm er hydromechanische Versuche mit dem Siphon und zum Kapillareffekt. Er empfahl die Anwendung von Zitronensaft gegen eine Reihe von Krankheiten sowie von Brechwurzeln gegen die Ruhr.
Kurz vor dem 2. Februar 1661 erfand Thévenot die Röhrenlibelle, die er mit Alkohol füllte, auf ein Steinlineal montierte und mit einer optischen Linse ausstattete. Das Datum kann mit ziemlicher Sicherheit aus seinem Briefwechsel mit Huygens erschlossen werden. Wenig später teilte er seine Erfindung weiteren Wissenschaftlern mit, wie Robert Hooke in London und Vincenzo Viviani in Florenz. Es gibt übrigens Hinweise, dass Huygens und Hooke später die Einführung der Wasserwaage für sich selbst beanspruchten, wenn auch nur in ihren eigenen Ländern. Da Adrien Auzout der Akademie bereits 1666 vorschlug, solche Wasserwaagen bei ihrer Expedition nach Madagaskar mitzuführen, darf man davon ausgehen, dass sie schon vor Anfang des 18. Jahrhunderts in allgemeinem Gebrauch waren.
Thévenot nahm auch an der Zusammenstellung von Texten des Konfuzius teil, die 1687 unter dem Titel Sinarum Philosophus erschienen. Leibniz verglich ihn in einem Brief von 1692, wegen seiner Vielseitigkeit, scherzhaft mit Briareos, einem Ungeheuer der griechischen Mythologie, mit hundert Armen und fünfzig Köpfen.

### Reiseberichte

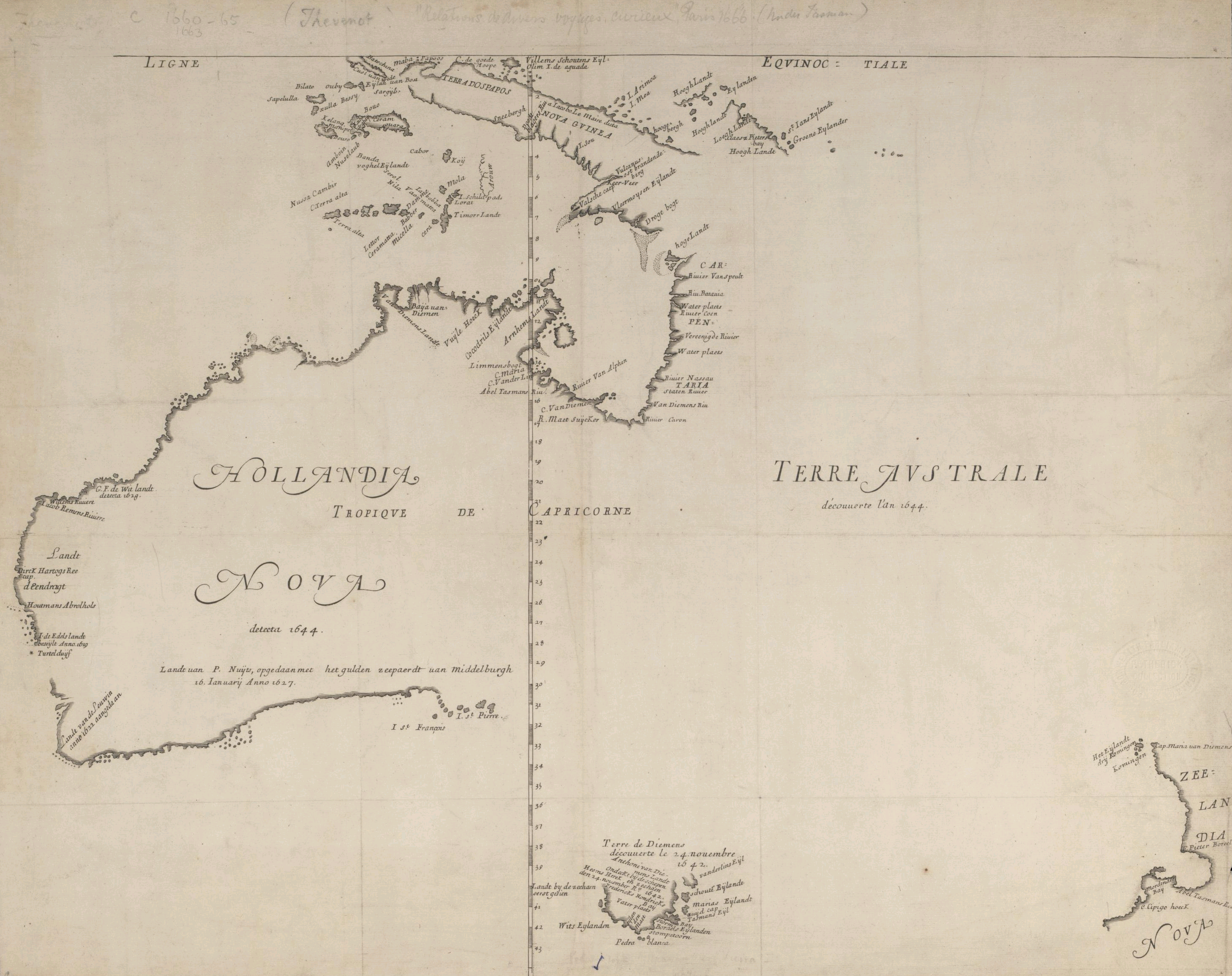
Karte von „Neu Holland“, gezeichnet von Melchisédech Thévenot

Beschreibungen von Entdeckungsreisen stellten eine von Thévenots Leidenschaften dar. Gegen Ende seines Lebens besaß er 290 Handschriften, die 1692 inventarisiert, und 1712 von der königlichen Bibliothek aufgekauft wurden. Zwischen 1663 und 1672 gab er seine Relation de divers voyages curieux heraus („Bericht von verschiedenen merkwürdigen Reisen“). Neben einer kleinen Anzahl von Auszügen antiker Autoren, wie Kosmas Indikopleustes, finden sich dort gekürzte, oder vollständige Fassungen von (zum Teil unveröffentlichten) Reiseberichten, aus der Zeit zwischen 1449 und 1672, nach Russland, auf die Krim, zu den Tataren, nach China, Formosa, Indien, Persien, Arabien, in das Heilige Land, nach Siam, Bengalen, Borneo, die Philippinen, Japan, Ägypten, Subsahara-Afrika und Amerika. Das ganze besteht aus 55 Heften, die in vier reich illustrierten Bänden vereint sind. Die Stiche zeigen die Flora und Fauna der Länder, ihre Trachten und Sitten, Darstellungen der chinesischen Schriftzeichen, der Keilschrift und der mandäischen Schrift, so wie geographische Karten, die teilweise von Thévenot selbst gezeichnet wurden. Von jedem Band existieren mehrere Ausgaben, deren Inhalt variiert. Voltaire, Anne Robert Jacques Turgot, baron de l’Aulne, Paul Henri Thiry d’Holbach, Charles de Brosses, John Locke, William Beckford und Thévenots Freund Antoine Galland, der Übersetzer der Geschichten aus Tausendundeine Nacht, besaßen eigene Kopien.

### Die Schwimmkunst

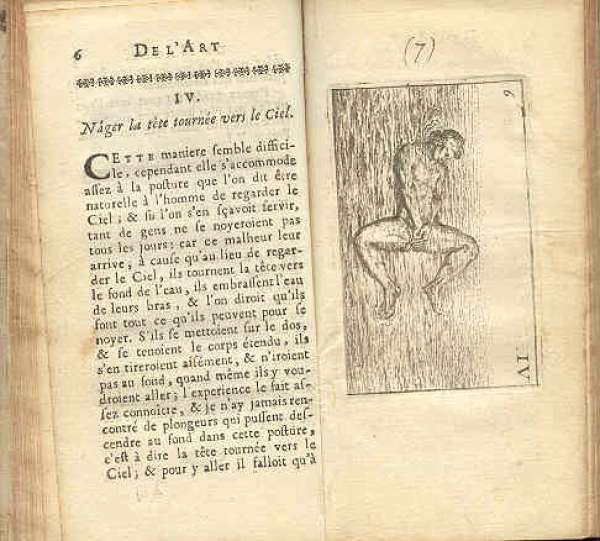
„Schwimmen mit zum Himmel gewandtem Gesicht“. Abbildung aus L'Art de Nager von Thévenot

Thévenots Art de nager erschien 1696 in Paris und wurde 1699 ins Englische übersetzt. Benjamin Franklin, ein begeisterter Schwimmer in seiner Jugend, und Erfinder der Schwimmflossen, gehörte zu seinen Lesern. Im Laufe des 18. Jahrhunderts wurde das Buch in Frankreich zwei Mal neu herausgegeben, jedes Mal erweitert mit Abhandlungen über die Geschichte des Schwimmens und alles was damit zusammenhängt. Anhand dieses Buches lernten die Franzosen nach und nach das Schwimmen, wobei der Bruststil lange bevorzugt wurde.
Die Autoren der Encyclopédie behandelten das Buch jedoch noch von oben herab. Sie warfen Thévenot bloße Zusammenfassung früherer Autoren vor, so wie seine Behauptung, der Mensch könne von Natur aus schwimmen, wenn er nur die Angst vor dem Wasser überwinden würde. Offensichtlich hat er die Abbildungen des Schwimmbuches von Everard Digby kommentarlos übernommen, dessen Theorien und auch den Schwimmstil nach Nikolaus Wynmann kopiert.

## Werke
Einige Werke des Autors wurden bereits digitalisiert und stehen zur freien Verfügung, darunter:
- Relations de divers voyages curieux: qui n’ont point esté publiées ou qui ont esté traduites d’Hacluyt, de Purchas et d'autres voyageurs anglois, hollandois, portugais, allemands, espagnols, et de quelques persans, arabes, & autres auteurs orientaux, Ausgabe von 1663
- Recueil de voyages de Mr Thevenot dedié au roy, Ausgabe von 1681
- L’ Art de nager, avec des avis pour se baigner utilement, précédé d’une dissertation où l’on développe la science des Anciens dans l’art de nager… et l’utilité du bain, soit en santé, soit en maladie… par Thevenot… Quatrieme edition… suivie de la Dissertation sur les bains des Orientaux, Ausgabe von 1782
- Relations de divers voyages curieux: qui n’ont point esté publiées ou qui ont esté traduites d’Hacluyt, de Purchas et d’autres voyageurs anglois, hollandois, portugais, alemands, espagnols, et de quelques persans, arabes, & autres autheurs orientaux, Ausgabe von 1672, 1683